# Carrascalejo
Carrascalejo một đô thị trong tỉnh Cáceres, Extremadura, Tây Ban Nha. Theo điều tra dân số 2005 (INE), đô thị này có dân số là 360 người.
39°38′B 5°13′T / 39,633°B 5,217°T